# Pico do Papagaio (Angra dos Reis)
O pico do Papagaio é uma montanha com 990 metros de altitude localizada em Ilha Grande, no estado do Rio de Janeiro, próxima à cidade de Angra dos Reis.